# Кабинет редкостей Гильермо дель Торо
«Кабинет редкостей Гильермо дель Торо» (англ. Guillermo del Toro’s Cabinet of Curiosities) — американский телесериал-антология в жанре ужасов, снятый разными режиссёрами под общим продюсерским руководством Гильермо дель Торо. Премьера сериала, состоящего из восьми эпизодов, состоялась 25 октября 2022 года на платформе Netflix.

## Сюжет
Телесериал-антология является «коллекцией лично отобранных обладателями „Оскара“ историй, в равной степени изощрённых и ужасающих».

## В ролях
- Эндрю Линкольн
- Бен Барнс
- Клои Мэдисон
- Шарлин И
- Криспин Гловер
- Дэвид Хьюлетт
- Деметриус Гросс
- Дайана Бентли
- Эльпидия Каррильо
- Эрик Андре
- Эсси Дэвис[5]
- Ф. Мюррей Абрахам
- Глинн Термен
- Ханна Голуэй
- Исмаэль Крус Кордова
- Кейт Микуччи
- Люк Робертс
- Питер Уэллер
- Руперт Гринт
- Себастьян Роше
- София Бутелла[6]
- Тим Блейк Нельсон

## Эпизоды
| №                                                                                                   | Название                                           | Режиссёр         | Автор сценария                                                       | Дата премьеры   |
| --------------------------------------------------------------------------------------------------- | -------------------------------------------------- | ---------------- | -------------------------------------------------------------------- | --------------- |
| 1                                                                                                   | «Лот 36» «Lot 36»                                  | Гильермо Наварро | Телесценарий : Реджина Коррадо Сюжет : Гильермо дель Торо            | 25 октября 2022 |
| В ролях: Тим Блейк Нельсон, Себастьян Роше, Деметриус Гросс, Эльпидия Каррильо                      |                                                    |                  |                                                                      |                 |
| 2                                                                                                   | «Кладбищенские крысы» «Graveyard Rats»             | Винченцо Натали  | Телесценарий : Винченцо Натали Основан на рассказе : Генри Каттнера  | 25 октября 2022 |
| В ролях: Дэвид Хьюлетт                                                                              |                                                    |                  |                                                                      |                 |
| 3                                                                                                   | «Вскрытие» «The Autopsy»                           | Дэвид Прайор     | Телесценарий : Дэвид С. Гойер Основан на рассказе : Майкла Ши        | 26 октября 2022 |
| В ролях: Люк Робертс, Ф. Мюррей Абрахам, Глинн Термен                                               |                                                    |                  |                                                                      |                 |
| 4                                                                                                   | «Внешняя сторона» «The Outside»                    | Ана Лили Амирпур | Телесценарий : Хейли З. Бостон Основан на рассказе : Эмили Кэрролл   | 26 октября 2022 |
| В ролях: Кейт Микуччи, Мартин Старр                                                                 |                                                    |                  |                                                                      |                 |
| 5                                                                                                   | «Модель Пикмана» «Pickman's Model»                 | Кит Томас        | Телесценарий : Ли Паттерсон Основан на рассказе : Говарда Лавкрафта  | 27 октября 2022 |
| В ролях: Криспин Гловер, Бен Барнс, Ориана Леман                                                    |                                                    |                  |                                                                      |                 |
| 6                                                                                                   | «Сны в ведьмином доме» «Dreams in the Witch House» | Кэтрин Хардвик   | Телесценарий : Майка Уоткинс Основан на рассказе : Говарда Лавкрафта | 27 октября 2022 |
| В ролях: Руперт Гринт, Исмаэль Крус Кордова, Диджей Куоллс, Ниа Вардалос, Теника Дейвис             |                                                    |                  |                                                                      |                 |
| 7                                                                                                   | «Просмотр» «The Viewing»                           | Панос Косматос   | Панос Косматос, Эрон Стюарт-Ан                                       | 28 октября 2022 |
| В ролях: Питер Уэллер, Эрик Андре, София Бутелла, Шарлин И, Стив Эйджи, Майкл Террио, Саад Сиддикуи |                                                    |                  |                                                                      |                 |
| 8                                                                                                   | «Мурмурация» «The Murmuring»                       | Дженнифер Кент   | Сюжет : Гильермо дель Торо Телесценарий : Дженнифер Кент             | 28 октября 2022 |
| В ролях: Эсси Дэвис, Эндрю Линкольн, Ханна Голуэй                                                   |                                                    |                  |                                                                      |                 |

## Производство
14 мая 2018 года компания Netflix анонсировала начало производства сериала с рабочим названием «10 часов после полуночи». Его исполнительными продюсерами стали Гильермо Дель Торо, Дж. Майлз Дейл и Гари Ангар. Ожидалось, что сам дель Торо станет сценаристом и режиссёром нескольких эпизодов.
Съёмки прошли в Торонто. В сентябре 2021 года стало известно, что сериал получил новое название «Кабинет редкостей», и его производство уже началось.
15 августа 2022 года вышел первый трейлер и была объявлена дата премьеры — 25 октября 2022 года.

## Восприятие
На сайте-агрегаторе Rotten Tomatoes рейтинг сериала составляет 94 % на основании 47 рецензий критиков со средним баллом 7,6 из 10 и обладает «сертификатом свежести». «Консенсус критиков» сформулирован так: «Маэстро ужасов Гильермо дель Торо даёт своё имя сборнику жутких историй, режиссёрами которых выступают ветераны жанра и подающие надежды новички, а каждая мелочь добавляется в сокровищницу готических сказок». На сайте-агрегаторе Metacritic рейтинг сериала составляет 73 балла из 100 возможных на основании 21 рецензии критиков, что означает «в целом положительные отзывы».
Обозреватель The Guardian Лейла Латиф поставила сериалу 5 звёзд из 5 возможных.
Издания TimeOut , The A.V. Club , Vulture , Мир фантастики  включили «Кабинет редкостей» в число лучших телесериалов 2022 года.